# Clause de garantie de passif
Une clause de garantie de passif est une clause insérée dans un contrat de cession d'une entreprise, permettant de se prémunir contre la découverte d’un passif non révélé lors de la cession.